# بارداری مثبت
بارداری مثبت یک فیلم کمدی نیوزلندی محصول ۲۰۲۰ است. کارگردانی کورتیس وول و تهیه کنندگی اجرایی توسط تایکا وایتیتی ، نویسندگی سوفی هندرسون و بازی رز ماتافئو و متیو لوئیس می‌باشد. 

## طرح
زوئی زن جوانی است که متوجه می‌شود باردار است. اما با انکار سعی می‌کند قبل از آمدن نوزاد، زندگی مجردی وحشیانه‌ای داشته باشد. دوست پسر او تیم واکنش مخالفی به اخبار نوزاد دارد و به حالت لانه‌سازی می‌رود. 

## عوامل
- زوئی - رز ماتافئو
- تیم - متیو لوئیس
- برایان - نیک سمپسون
- مالی - امیلی بارکلی
- معلم دوران بارداری - آلیس اسندن

## تولید
زوج متاهل هندرسون و وول این فیلم نیمه اتوبیوگرافیک را از ترس خود از پیر شدن و یکجانشینی مفرط ساختند. 

## رهایی
این فیلم در ۲۲ اکتبر ۲۰۲۰ در استرالیا و نیوزیلند به نمایش درآمد.  بعداً در ۲۲ ژانویه ۲۰۲۱ در بریتانیا و ایرلند منتشر شد. 